# 奥伯布龙
奥伯布龙（法語：Oberbronn，法語發音：[obəʁbʁɔn]）是法国下莱茵省的一个市镇，属于阿格诺-维桑堡区。

## 地名
前缀“Ober-”在德语中意为“上”，且该地与尼德布龙莱班（Niederbronn-les-Bains，前缀“Nieder-”在德语中意为“下”）相连。

## 地理
奥伯布龙（48°56'28"N, 7°36'25"E）面积21.15 平方千米，位于法国大東部大區下莱茵省，该省份为法国大陆部分最东部的省份，是阿尔萨斯的一部分，今与上莱茵省组成了阿尔萨斯欧洲集体，其南至上莱茵省，西南接孚日省和默尔特-摩泽尔省，西接摩泽尔省，北与德国接壤，东侧沿莱茵河与德国相望。
与奥伯布龙接壤的市镇（或旧市镇、城区）包括：贝伦塔勒、菲利普斯堡、甘布雷克特索方、尼德布龙莱班、奥夫维莱尔、赖什索芬、赞斯维莱。
奥伯布龙的时区为UTC+01:00、UTC+02:00（夏令时）。

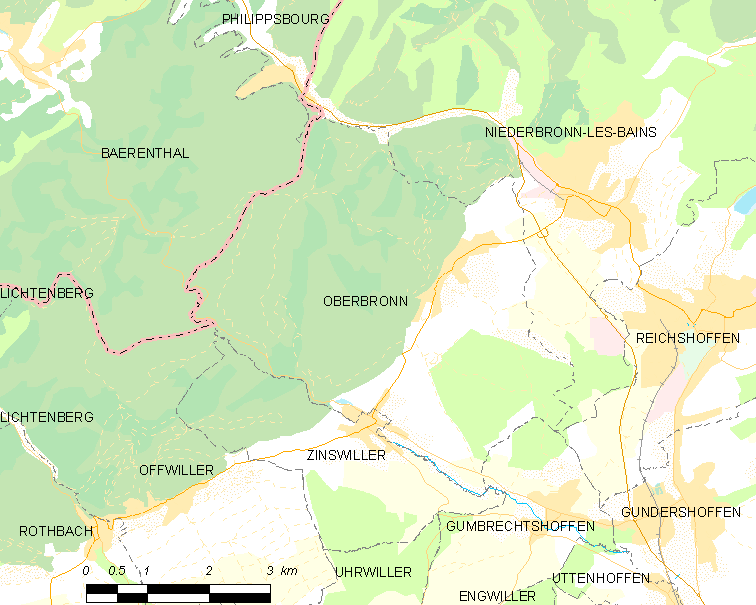
奥伯布龙的OSM定位图

## 行政
奥伯布龙的邮政编码为67110，INSEE市镇编码为67340。

## 政治
奥伯布龙所属的省级选区为賴什索芬縣。

## 人口

1962-2008年间奥伯布龙人口变化图示

奥伯布龙于2022年1月1日时的人口数量为1416人。